# Friedrich Becker (Maler, 1805)
Friedrich Becker (* 20. Januar 1805 in Paderborn; † 16. Februar 1865 in Münster) war ein deutscher Genre-, Historien- und Porträtmaler der Düsseldorfer Schule.

## Leben
Friedrich wurde als Sohn des in Bonn geborenen Goldschmieds Franz Arnold Becker und seiner Frau Helena Bödeker in Paderborn geboren. Nachdem er bereits als Graveur und Lithograf gearbeitet hatte, begann Becker 1829 ein Malereistudium an der Kunstakademie Düsseldorf, das er im Jahr 1830 zunächst unterbrach. 1839, also im fortgeschrittenen Alter von 34 Jahren, nahm er sein Studium wieder auf, um es 1842/1843 zu beenden. An der Düsseldorfer Akademie waren Rudolf Wiegmann und Theodor Hildebrandt seine Lehrer. Becker lebte in Düsseldorf und gehörte dort 1848 zu den Gründungsmitgliedern des Künstlervereins Malkasten. Er stellte in den Jahren 1836, 1838, 1844 und 1848 auf Berliner akademischen Kunstausstellungen aus. Sein Œuvre umfasst Genrebilder, Porträts sowie literarische, mythologische und biblische Historien.

## Werke (Auswahl)
- Ländliche Idylle, 1838
- Der alte Ritter mit seiner Tochter, 1838
- Mignon als Engel unter Kindern, 1843
- Mädchen beim Bade, 1844
- Arria und Paetus, 1846
- Die Entführung, 1848
- Drei Damen beim Bade überrascht, 1848[6]
- Amalie, Königin von Griechenland, 1849
- Porträt einer Dame, 1849
- Esther auf dem Weg zu Ahasverus, 1850
- Magdalena, 1851
- Überfall der Soldaten bei der Rast, 1857
- Wartende junge Fischersfrau, 1859